# Microtropis sabahensis
Microtropis sabahensis là một loài của thực vật thuộc họ Celastraceae. Đây là loài đặc hữu của Malaysia.